# Theodor von Marwitz

Wappen derer von der Marwitz

Theodor von Marwitz, auch Theodoricus a Marwitz (*  im 17. Jahrhundert; † 1690) war ein brandenburgischer Konsistorialrat.

## Leben
Theodor von Marwitz war ein Angehöriger des ältesten brandenburgischen Adelsgeschlechtes, der zum neumärkischen Uradel gehörenden Herren von der Marwitz. Er studierte Rechtswissenschaft an der Viadrina in Frankfurt an der Oder, promovierte 1651 unter dem Juristen Joachim Decher (1614–1667) mit seiner Disputatio juridica de successione feudali und wirkte später als brandenburgischer Konsistorialrat und Ritter des Johanniter-Ordens in Küstrin.
Im August 1677 wurde Theodor von Marwitz unter der Matrikel-Nr. 73 mit dem Beinamen Ulysses I. als Mitglied in die Academia Naturae Curiosorum, die heutige Deutsche Akademie der Naturforscher Leopoldina, aufgenommen.

## Schriften
- Disputatio juridica de successione feudali. Koch, Frankfurt/Oder 1651 (Digitalisat)